# 鞭毛

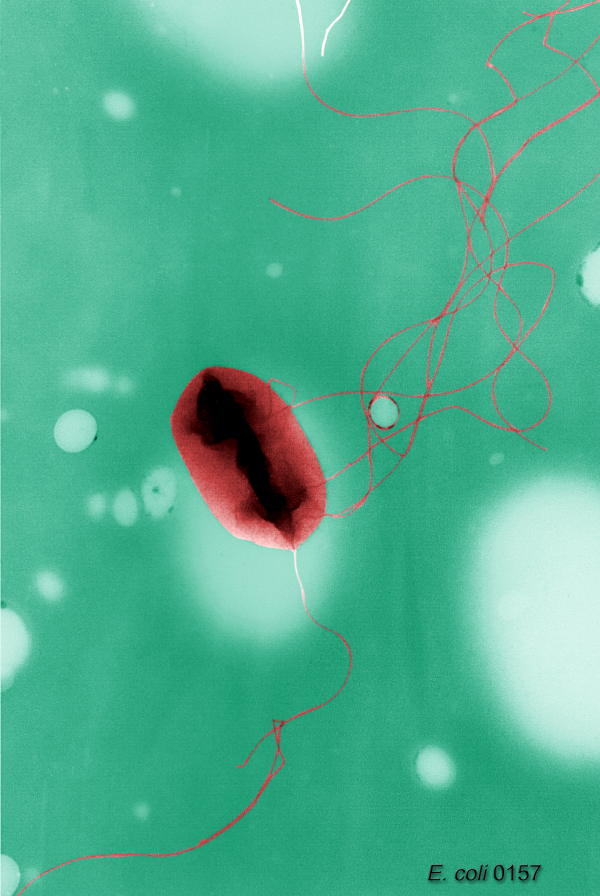
通过透射电子显微镜拍照的大肠杆菌的鞭毛图像

鞭毛（flagellum）是很多单細胞生物和一些多細胞生物細胞表面像鞭子一樣的細胞器，用於運動及其它一些功能。
一个微生物可能有一个到多个鞭毛。在三个域中，鞭毛的結構各不相同。細菌的鞭毛是螺旋狀的纖維，像螺絲一樣旋轉，属于生命系统中的旋转运动。古菌的鞭毛表面上和細菌的類似，但很多細節不同，和細菌的鞭毛可能也不是同源的。真核生物，比如動物、植物、原生生物細胞的鞭毛是細胞表面結構複雜的突出物，像鞭子一樣來回抽打。

## 类型

原核生物鞭毛以旋转运动运行，而真核鞭毛以弯曲运动运行。原核鞭毛采用旋转马达，和真核鞭毛使用复杂的滑动长丝系统。真核生物的鞭毛是以ATP驱动，而原核生物的是以质子驱动。

鞭毛可分为三种类型：细菌鞭毛，古菌鞭毛，和真核生物的鞭毛。
真核生物的鞭毛含有动力蛋白和微管，以弯曲甩动的方式获力。细菌和古菌的鞭毛中不含有动力蛋白或微管，以旋转运动运行。
其它的区别包括：
- 细菌鞭毛是螺旋状细丝，每根细丝的基部带有一个可以顺时针或逆时针转动的旋转马达[2][3][4]。它们提供了多种细菌运动中的两种[5][6]。
- 古菌鞭毛（Archaella）和细菌鞭毛一样，也具有旋转马达，但两者在细节上多有不同，被认为是非同源的[7][8][9]。
- 真核生物（植物、动物、原生生物）的鞭毛在细胞结构上更为复杂，可以像鞭子一样来回抽打。

## 細菌鞭毛
不同種類的細菌有不同的數目的鞭毛。Monotrichous細菌有一個單一的鞭毛（如霍亂弧菌）。 Lophotrichous細菌有多種鞭毛設在細菌同樣的表面上，而協調一致地行動，將細菌進往單一的方向前進。
一些細菌，如selenomonas ，鞭毛有組織外胞體。

## 古菌鞭毛
古菌的鞭毛表面上看起來類似細菌的鞭毛。但在20世纪90年代，研究人員曾發現了古菌和細菌鞭毛的具体不同，其中包括：
- 細菌鞭毛由流動的质子驱动，而古鞭毛幾乎肯定由三磷酸腺苷驱动。
- 細菌細胞中往往有許多鞭毛的細絲，古菌鞭毛则由許多長絲組成一捆。

## 真核生物鞭毛
真核生物的鞭毛是由9+2的微管構成，利用動力蛋白用ATP拉動微管擺動。
鞭毛具有抗原性，可誘使宿主產生抗體。